# Anthony Benna
Anthony Benna, né le 25 septembre 1987 à Cluses, est un skieur acrobatique français spécialisé dans les épreuves de bosses licencié à Megève.
Au cours de sa carrière, il a disputé les Jeux olympiques d'hiver de Vancouver en 2010 et de Sotchi en 2014, et a participé à quatre mondiaux et il est devenu champion du monde de ski de bosses en 2015 à Kreischberg en Autriche et accède à sa première victoire en coupe du monde chez lui, à Megève, le 15 mars 2015. En Coupe du monde il est monté sur son premier podium, une troisième place le 18 décembre 2008 à Meribel, deux autres en 2011 et un quatrième en 2014. Auparavant, il a été vice-champion du monde junior de bosses en 2006 à Krasnoe Ozero.

## Palmarès

### Jeux olympiques d'hiver
| Épreuve / Édition   | Bosses  |
| JO 2010 Vancouver   | 30e     |
| JO 2014 Sotchi      | 23e     |
| JO 2018 Pyeongchang | À venir |

### Championnats du monde

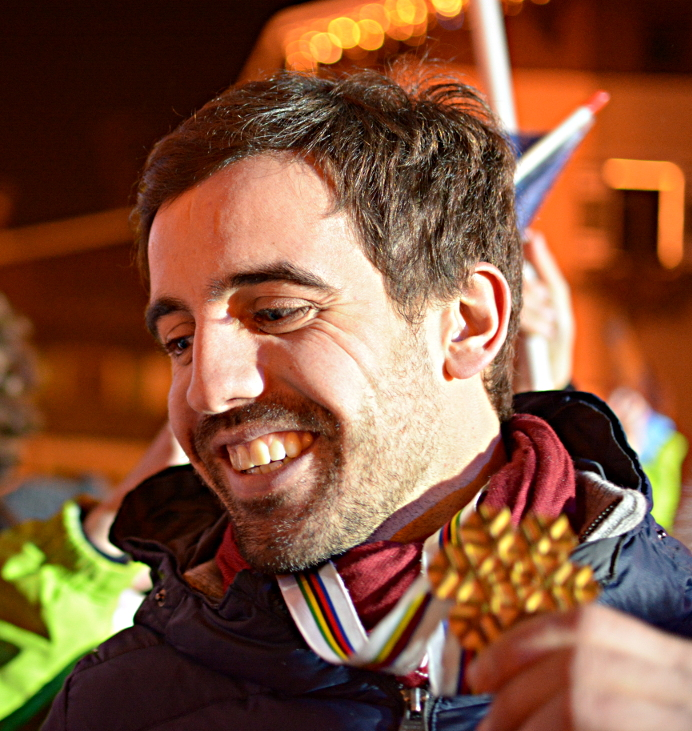
Anthony Benna, champion du monde de ski de bosses 2015, à son retour à Megève

| Épreuve / Édition                  | Bosses | Bosses en parallèle |
| Mondiaux 2007 Madonna di Campiglio | 16e    | -                   |
| Mondiaux 2009 Inawashiro           | 32e    | 28e                 |
| Mondiaux 2013 Voss-Myrkdalen       | 23e    | 18e                 |
| Mondiaux 2015 Kreischberg          | Or     | 9e                  |

### Coupe du monde
- Meilleur classement général : 12e en 2015.
- Meilleur classement en bosses : 4e en 2015.

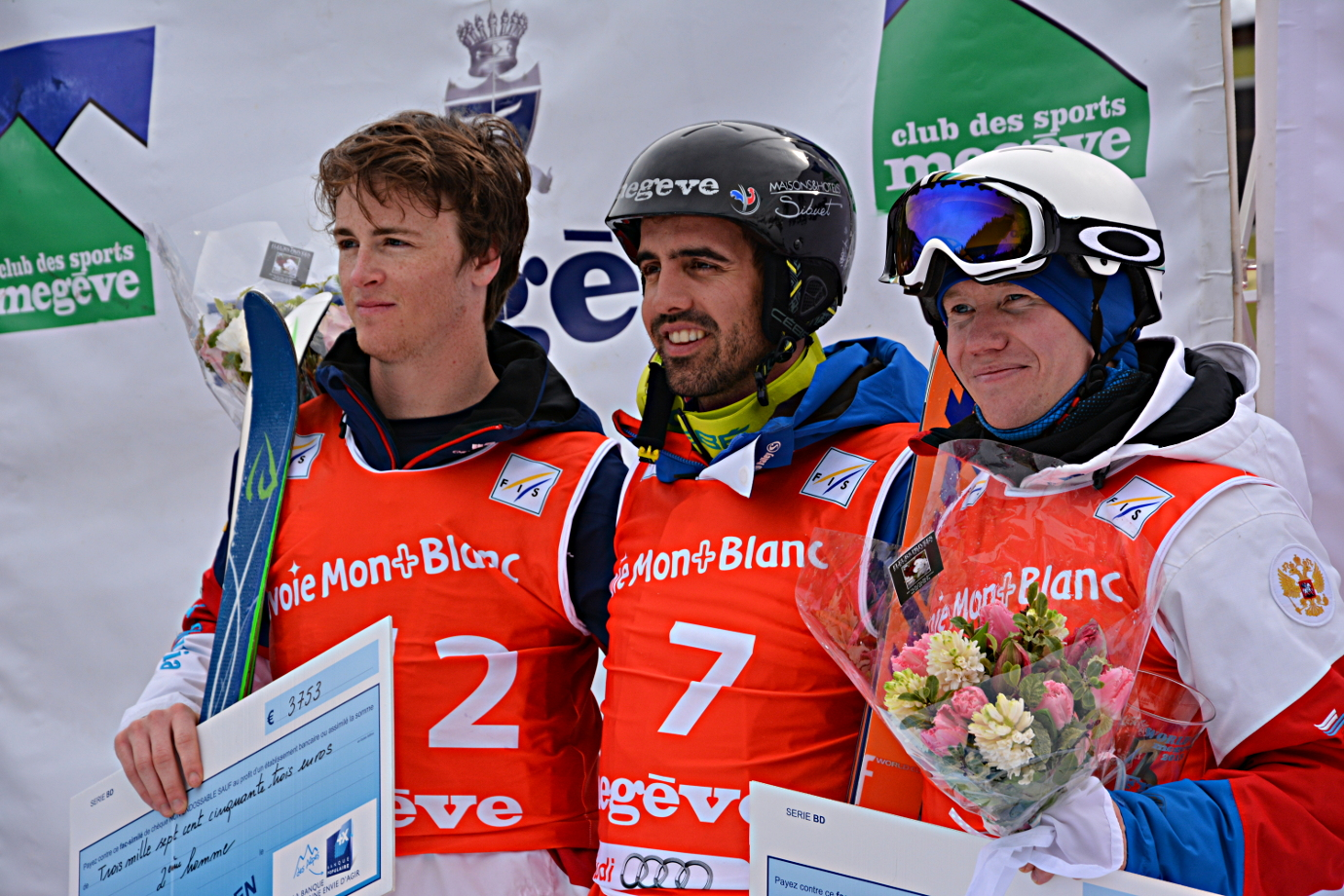
Podium coupe du monde ski de bosses - Megève - 15 mars 2015. 1re victoire pour Anthony Benna

- 6 podiums dont 2 victoires.

### Championnats de France
- 2 fois champion de France de ski de bosses : 2007 et 2010
- 3 fois champion de France de ski de bosses parallèles : 2007, 2010 et 2011